# Centroberyx affinis
Il berice del Pacifico (Centroberyx affinis Günther, 1859), conosciuto anche come berice rosso del Pacifico, è un pesce osseo marino appartenente alla famiglia Berycidae.

## Descrizione
Ha corpo piuttosto alto e appiattito lateralmente, occhi grandi e ampia bocca obliqua. La pinna dorsale è unica, con 6 - 7 raggi spinosi anteriori di altezza crescente. La pinna caudale è profondamente forcuta. Le pinne pettorali sono inserite pressoché verticalmente. Le scaglie sono grandi. La colorazione è rossastra, con una macchia giallastra all'inserzione delle pinne pettorali.
La taglia massima è di 51 cm, il peso massimo noto di 2 kg.

## Distribuzione e habitat
Endemico dell'Australia meridionale (dalla parte occidentale dello stretto di Bass al golfo di Moreton nel Queensland) e della Tasmania settentrionale Presente anche in Nuova Zelanda e segnalato dalla Nuova Caledonia e dalle isole Chesterfield.
Vive sia su fondali duri che in zone a fondo fangoso a profondità tra 10 e 250 metri, sulla piattaforma continentale e nella parte meno profonda della scarpata. I giovanili vivono in acque basse e penetrano negli estuari.

## Biologia
È una specie fortemente gregaria, forma banchi compatti che si raggruppano sul fondo nelle ore dell'alba e del tramonto e si disperdono in tutti gli strati d'acqua nella notte per cacciare.

### Alimentazione
Si nutre di pesci, molluschi e crostacei.

## Pesca
Questa specie ha importanza per la pesca commerciale.